# مهرجان راكونتار
راكونتار (بالفرنسية: Raconte-Arts)، ترجمة حرفية 'احكي فن'‏ هو مهرجان دولي متجول لرواية القصص وفنون الشارع في منطقة القبائل الجزائرية، وهو واحد من أكبر أحداث مسرح الشارع ‏ في الجزائر يجمع آلاف الفنانين والمتفرجين المحليين والدوليين.

## التأسيس
بعد العشرية السوداء وأحداث الربيع الأسود التي ميزت المنطقة ولد مهرجان راكونتار في عام 2004 بفضل ثلاثة فاعلين في مجال الثقافة: الفنان الرسام دوني مارتينيز [الفرنسية]، المتخصص في الكتاب صلاح سيلم، والناشط الثقافي حسن مترف، رئيس رابطة الفنون السينمائية والدرامية في تيزي وزو آنذاك.

## الفكرة
تم التفكير في مهرجان راكونتار لإعادة الحياة لقرى منطقة القبائل وتعويض أوجه القصور في السياسة الثقافية في البلاد. «في ذلك الوقت، كان كل شيء مملًا، حتى لا نقول ميتًا، ولم يكن هناك المزيد من الأنشطة الثقافية. أردنا أن نجلب الفرح للقرويين، الذين لا يزالون أول من تُنسى السياسة الثقافية»، يشرح أرزقي ديشي، أحد المنظمين. بسبب الافتقار إلى البنية التحتية في هذه القرى، يستثمر المهرجان الشارع ويعتمد نموذجًا متجولًا.
يضع المهرجان السكان في قلب الحدث ويشجع على نهج تشاركي من قبل القرويين. فيجد الفنان نفسه مدعوما من قبل الساكن الذي يقضي معه لحظات من العيش والثقافة والمشاركة.

## الأنشطة
يجمع مهرجان راكونتار بين المعارض الفنية والعروض المسرحية والشوارع والعروض الموسيقية وعروض الأفلام والمحاضرات واللقاءات.
ومن الأنشطة الرئيسية للمهرجان «ليلة القصة». تقام في المساء، عادة في ساحة القرية التي احتضنت المهرجان، وتتألف من عروض مختلفة لسرد القصص للصغار والكبار.

## الطبعات
كل عام تقام نسخة من المهرجان في قرية تحت موضوع محدد. نظرًا لتزايد شعبية المهرجان مؤخرا، أصبحت لجان القرى الآن هي التي تتقدم بطلبات لاستضافة المهرجان.
إلى غاية اليوم، تم تنظيم النسخة السابعة فقط في قرية في منطقة القبائل الصغيرة. نُظمت الطبعات الأخرى في قرى ولاية تيزي وزو (منطقة القبائل الكبرى). أثار مسؤولو المهرجان إمكانية تنظيم طبعات في مناطق أخرى من الجزائر، مثل تكوت في الأوراس، لكن هذا يفترض مسبقًا التقاء عدد معين من الشروط مسبقًا التنظيمية واللوجيستية.

### 2020: طبعة افتراضية
كان من المقرر أن تقام النسخة السابعة عشر من المهرجان في الفترة من 18 إلى25 جويلية في أيت عيسي، بإيعكورن، ولكن بسبب انتشار جائحة كوفيد وما تلاه، اختار المنظمون الاكتفاء بتنظيم الطبعة على شبكة الانترنيت.
موضوع هذه الطبعة كان «نافذة الويب» وهو كإشارة إلى موضوع الطبعة الأولى من المهرجان والتي كان عنوانها «نافذة الريح».

### 2021: طبعة في أوقات الأزمات الصحية
بعد عام من التوقف، تمت برمجة المهرجان مرة أخرى، وذلك في قرية آيت وعبان التي سبق وأن استضافت طبعة 2017، التي حُددت لاستضافة النسخة الثامنة عشر، وكان يفترض تنظيم المهرجان في الفترة من 13 إلى 20 أغسطس 2021. كما كان يفترض أن تكون هذه النسخة الأولى التي يتم تنظيمها دون حضور مشاركين أجانب، وذلك بسبب كون الحدود الجزائرية مغلقة جزئيًا.
في الأخير أُلغيت النسخة الثامنة عشرة من المهرجان المقررة صيف 2021 بقرية أيت وعبان لأسباب مختلفة.: في الفترة من جوان إلى أغسطس 2021، واجهت الجزائر موجة قوية من الإصابة بفيروس كورونا وتدهور سريع في الوضع الصحي؛ في الفترة من 9 إلى 20 أغسطس 2021، تعرضت منطقة القبائل للعديد من حرائق الغابات التي تسببت في خسائر بشرية وأضرار مادية.

### 2022: صعوبات لإعادة المهرجان
أُعيد جدولة النسخة الثامنة عشرة في عام 2022 من 24 يوليو إلى 2 أغسطس، في قرية آيت وعبان، التي كان من المقرر أن تستضيفها العام السابق. لكن بسبب صعوبات داخلية واجهتها الجمعية المنضمة ولجنة القرية المستقبلة تم الغاء الطبعة.